# SCi Entertainment Group
SCi Entertainment Group PLC er et engelsk distributør af computerspil, der blandt andet ejer Eidos Interactive. Den 3. december 2008 skifter firmaet navn til Eidos PLC, og ændrer tilsvarende deres branding herefter. Eidos Interactive ejer blandt andet Crystal Dynamics og danske Io Interactive.